# The Dawn of Battle
Dawn of Battle è un singolo pubblicato nel 2003 dall'etichetta Nuclear Blast prodotto dalla band heavy metal epic metal Manowar; contiene anche alcuni video.

## Tracce
1. The Dawn Of Battle
2. I Believe
3. Call To Arms

- Video di esibizioni live precedenti alla pubblicazione del disco.

## Formazione
- Karl Logan - chitarra
- Joey DeMaio - basso
- Scott Columbus - batteria
- Eric Adams - voce